# Палацо-парковий ансамбль садиби Орловських
Палацо-парковий ансамбль садиби Орловських — пам'ятка культурної спадщини Вінницької області. Занесена до переліку пам'яток архітектури та містобудування місцевого значення під охоронним номером 74-М.

## Історія
Садиба була закладена у другій половині XIX ст. і належала родині Розцишевських.
У 1784 р. Межирівський ключ купив Анджей Орловський гербу Любич. Його син, Северин Орловський, отримавши ці землі у спадок, зніс два села (Молохів і Войтівці) і заклав на їх місці село Северинівка, назване на його честь.
Садиба заснована у першій половині XIX ст. Северином Орловським. У 1802—1804 рр. побудовано палац і створено парк у ландшафтному стилі.
Будівля палацу одноповерхова з 3 виступами-ризалітами на головному фасаді, один з них (середній) — двоповерховий. Бічні ризаліти декоровані трикутними фронтонами. У 1854 р. пожежа повністю знищила другий поверх центрального об'єму. Палац було відбудовано тільки після 1859 р., верхній ярус, що постраждав від пожежі було розібрано. Палац був оздоблений цінними старовинними меблями різних стилів та епох. Була також велика колекція творів мистецтва: картин, порцеляни, декоративних предметів з бронзи, срібла, слонової кістки, нумізматична колекція тощо. Бібліотека нараховувала близько 5 тис. томів. Зброярня містила цінну колекцію старовинної зброї.

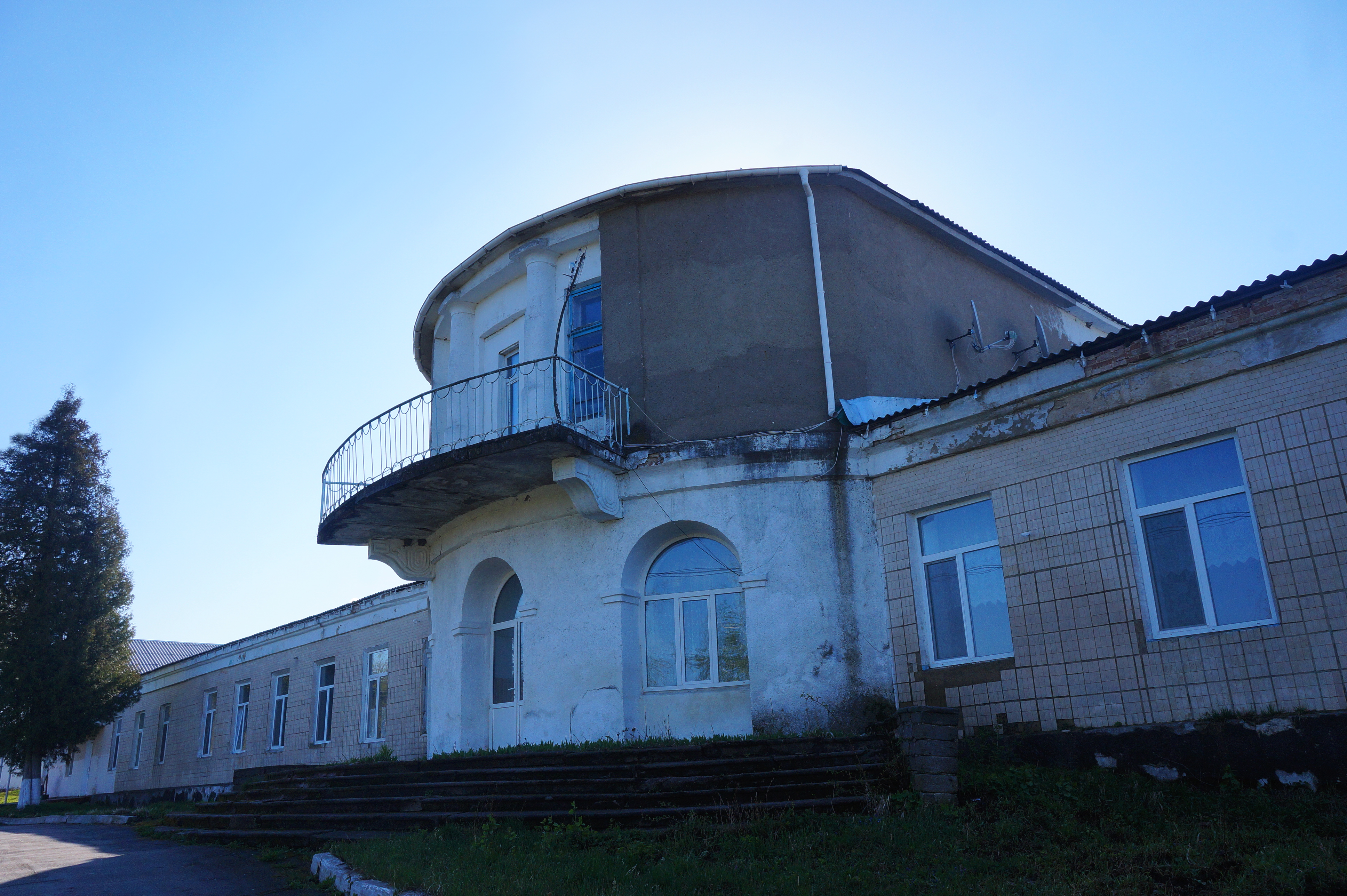
Сучасний стан будівлі палацу (2017)

Впоперек осі брама-палац розташовується друга композиційна вісь: служби (зліва), господарський двір (справа). Будівлі стаєнь, фуражних, каретних та інших службових приміщень виведені на червону лінію забудови торцями, утворюють каре з глухою стіною і аркою проїзду посередині. Стіна декорована приставною колонадою тосканського ордена.
Від в'їзної брами провадить алея, обсаджена квітами, ялинами, плакучими вербами, каштанами та березами. За палацом з поступовим пониженням спадає велика галявина. Попід самим берегом річки — алея, яка оперізує всю територію парку. У парку зростають рідкісні представники флори — липа кам'яна, бархат амурський, різновидності спіреї та ін.
Северинівський парк був закладений у 1814 р. Діонісієм Міклером на площі 42 га. В першій половині XIX ст. навколо палацу стояли численні статуї з білого мармуру, що представляли міфологічні постаті.
В останній чверті XIX ст. садиба належала доньці Северина Орловського — Марії (у першому шлюбі Корсаковій, у другому — Соколовській). Останнім дідичем Северинівни був син Януарія і Марії з Орловських Антоній Емерих Соколовський (1880—1954), одружений з Евеліною Марією Собещанською гербу Рогала.
Під час революційних подій 1917 року садиба значно постраждала, була пограбована. Проте більша частина цінних колекцій була вивезена власниками до Вінниці і Києва, звідки під час походу Юзефа Пілсудського 1920 року вони були забрані до Варшави.
У радянські часи тут були школа та лікувальний корпус кістково-туберкульозного санаторію, який знаходиться тут і до цього часу. Крім палацу (значно перебудованого), збереглися господарський флігель, мур навколо садиби. На цей час садиба не використовується, стан її задовільний, частина лівого крила була прибудована після другої світової війни. Навпроти парадного входу зростає вікова липа.